# Enrico Guazzoni

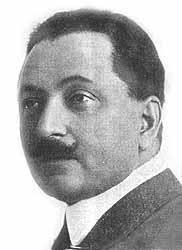
Enrico Guazzoni

Enrico Guazzoni (Roma, 18 de setembro de 1876 – Roma, 24 de setembro de 1949) foi um diretor de cinema italiano.

## Biografia
Depois de estudar Pintura no Instituto de Belas Artes de Roma, Enrico Guazzoni começou sua carreira no cinema como designer de cartazes e decorador. Seu primeiro filme como diretor remonta ao ano de 1907, intitulado "Un invito a pranzo" (Um convite para almoçar). Logo, ele se dedicou ao que seria o seu gênero favorito: os filmes com fundo histórico, tendo dirigido "Gerusalemme Liberata" e "Messalina", filmes em que se valeu de seu conhecimento de pintura para o tratamento de cenários e figurinos.
Em 1914, ele abriu uma tipografia - "Stabilimento Litografico Enrico Guazzoni" - situada na Via Chieti, em Roma, com o propósito de produzir cartazes para filmes.

## Filmografia (parcial)
- Un invito a pranzo (1907)
- Gerusalemme liberata (1910)
- Agrippina (1910)
- Faust (1910)
- San Francesco il poverello d'Assisi (1911)
- Quo Vadis (1912)
- Marcantonio e Cleopatra (1913)
- Scuola d'eroi (1913)
- Sua cognata (1913)
- La Gerusalemme liberata (1913)
- Il lettino nuovo (1913)
- L'istruttoria (1914)
- Caio Giulio Cesare (1914)
- Immolazione (1914)
- Alma Mater (1915)
- La morta del lago (1915)
- Madame Tallien (1916)
- La Gerusalemme liberata (1918)
- Fabiola (1918)
- Messalina (1922)
- Il sacco di Roma (1923)
- La sperduta di Allah (1928)
- Myrian (1929)
- Il dono del mattino (1932)
- La signora Paradiso (1934)
- Re burlone (1935)
- Re di denari (1936)
- I due sergenti (1936)
- Ho perduto mio marito (1936)
- Il dottor Antonio (1937)
- Il suo destino (1938)
- Ho visto brillare le stelle (1939)
- Antonio Meucci (1940)
- I pirati della Malesia (1941)
- La figlia del Corsaro Verde (1941)
- Oro nero (1942)
- Il Leone di Damasco, (1942)
- La fornarina (1943)